# Mona von Bismarck
Mona von Bismarck, nota anche come Mona Bismarck (nata Strader; Louisville, 5 febbraio 1897 – Parigi, 10 luglio 1983), è stata una socialite, filantropa e icona della moda statunitense.
I suoi cinque mariti includono Harrison Williams, tra gli uomini più ricchi d'America, e il conte Albrecht von Bismarck-Schönhausen, un nipote del cancelliere tedesco Otto von Bismarck. È stata la prima americana ad essere nominata "The Best Dressed Woman in the World" da un gruppo di migliori couturier, incluso Coco Chanel, ed è stata nominata anche nella International Best Dressed Hall of Fame List.

## Infanzia
Nacque Edmona Margaret Travis Strader a Louisville nel Kentucky nel 1897 da Robert Sims Strader e da sua moglie, Bird O'Shockeny. I suoi genitori divorziarono nel 1902, e Mona e suo fratello furono allevati a Lexington, Kentucky, dai nonni paterni.
Attraverso la loro madre, Patricia Strader, Mona era la prozia dei piloti automobilistici David "Salt" Walther e George "Skipp" Walther III.

## Matrimoni
Nel 1917, sposò Henry J. Schlesinger, un uomo di 18 anni più anziano di lei che possedeva Fairland Farm a Lexington dove suo padre era un istruttore professionista, e si trasferì a Milwaukee dove aveva affari nel ferro e nel carbone. Durante il matrimonio, Mona partorì un figlio maschio, Robert Henry, che ella lasciò in custodia a Schlesinger in cambio di mezzo milione di dollari quando divorziarono nel 1920. Suo figlio avrebbe poi sposato Frederica Barker, sorella maggiore dell'attore Lex Barker. Nel 1921, sposò il banchiere James Irving Bush, di 14 anni più anziano di lei, che si diceva essere "l'uomo più bello d'America". Divorziarono a Parigi nel 1925.
Nel 1926, Mona aprì a New York un negozio di vestiti con la sua amica Laura Merriam Curtis, figlia di William Rush "Spooky" Merriam, un ex governatore del Minnesota. All'epoca, Laura era precedentemente fidanzata con Harrison Williams, che si diceva fosse l'uomo più ricco d'America con una fortuna stimata di 600 milioni di dollari (8300000000 $ in dollari di oggi, 37500000000 $ in oro-dollari (a 1275 $/tr.oz)), realizzato nel finanziamento di servizi pubblici. Il 2 luglio 1926, Mona sposò Williams, vedovo e più vecchio di lei di 24 anni.
Per la loro luna di miele andarono in crociera attraverso il mondo sulla Warrior di Williams, all'epoca, la più grande e costosa imbarcazione da diporto al mondo
Quando tornarono dalla loro luna di miele, Williams comprò la villa georgiana all'angolo della 94th Street & Fifth Avenue disegnata da Delano & Aldrich nel 1915 per Willard Straight. Mona la fece arredare da Syrie Maugham. Avevano anche una tenuta chiamata Oak Point a Bayville Avenue a Bayville nel Long Island, per cui Delano & Aldrich fecero anche delle modifiche, una casa a North Ocean Avenue a Palm Beach in Florida, e la villa Il Fortino con vista sulla Marina Grande di Capri, una terra che appartenne prima all'imperatore Augusto, e poi all'imperatore Tiberio.
Nel 1933, Mona fu nominata "The Best Dressed Woman in the World" da e Cristin Dior Chanel, Molyneux, Vionnet, Lelong, e Lanvin, diventando la prima americana ad esserne onorata. La duchessa di Windsor (1934) ed Elsie de Wolfe (1935) avrebbero anche loro attenuto questo titolo. Fu nominata nella International Best Dressed Hall of Fame List nel 1958.
InRidin' High (1936), Cole Porter ed Ethel Merman cantano: "What do I care if Mrs. Harrison Williams is the best dressed woman in town?" Nel 1943, Salvador Dalí dipinse un ritratto di Mona.
Williams morì nel 1953, e nel gennaio del 1955, Mona sposò il suo "segretario" il conte Albrecht Edzard Heinrich Karl von Bismarck-Schönhausen (1903–1970), un "decoratore d'interni" di genere aristocratico e figlio di Herbert von Bismarck e nipote del cancelliere tedesco Otto von Bismarck, civilmente nel New Jersey e, nel febbraio 1956, religiosamente a Roma. Vissero per lo più a Parigi in un appartamento nel famoso Hôtel Lambert, poi nella casa di città di Mona al 34 di Avenue de New York, e a Capri.
Nel 1970, Mona era nuovamente vedova e, nel 1971, sposò il medico di Bismarck, il "conte" Umberto de Martini, un uomo a cui Mona acquistò un titolo da Umberto II, che era più giovane di lei di 14 anni. Fu solo dopo la sua morte in un incidente di auto sportive nel 1979 che Mona si rese conto che Martini, come Bismarck, l'aveva sposata per il suo denaro (esattamente nello stesso modo in cui lei aveva sposato Schlesinger, Bush e Williams, tanti anni prima). Martini si rivelò essere già sposato e aveva segretamente mollato Mona di fondi per i suoi figli.
Quando Cristóbal Balenciaga chiuse il suo atelier nel 1968, Diana Vreeland scherzò dicendo che Mona non lasciò la sua camera da letto nella villa di Capri per tre giorni. 
Mona ha donato i suoi documenti e le sue foto alla Filson Historical Society nel 1976, e diversi articoli di gioielli unici allo Smithsonian Institution, incluso la collana di zaffiri Bismarck.
Nelle Preghiere esaudite (1987) di Truman Capote, il personaggio di Kate McCloud è modellato su di lei.